# Audrey Jimenez
Audrey Rae Jimenez (ur. 18 grudnia 2005) – amerykańska zapaśniczka walcząca w stylu wolnym. 
Złota medalistka mistrzostw panamerykańskich w 2025 i brązowa w 2024. Druga na MŚ U-23 w 2023 i juniorów w 2022 i 2023. Trzecia na MŚ kadetów w 2021 roku. Zawodniczka Sunnyside High School z Tucson.